# Osborne Riviere
Francis Osborne Riviere (1932-23 de noviembre de 2017) fue un político dominiqués que se desempeñó como Primer ministro de Dominica de forma interina en 2004, debido a la muerte de su antecesor Pierre Charles. Dos días después, cedió el puesto a Roosevelt Skerrit y decidió retirarse de la política activa después de las elecciones legislativas de 2005. Riviere militó en el Partido Laborista de Dominica. Murió el 23 de noviembre de 2017 a los 85 años.